# Озерки (Шипуновський район)
Озе́рки (рос. Озёрки) — селище у складі Шипуновського району Алтайського краю, Росія. Входить до складу Єльцовської сільської ради.

## Населення
Населення — 128 осіб (2010; 189 у 2002).
Національний склад (станом на 2002 рік):
- росіяни — 91 %